# Cantone di Le Moyen-Grésivaudan
Il Cantone di Le Moyen-Grésivaudan è una divisione amministrativa dell'Arrondissement di Grenoble.
È stato costituito a seguito della riforma approvata con decreto del 18 febbraio 2014, che ha avuto attuazione dopo le elezioni dipartimentali del 2015.

## Composizione
Comprende i 17 comuni di:
- Bernin
- La Combe-de-Lancey
- Crolles
- Laval
- Lumbin
- Revel
- Saint-Bernard
- Saint-Hilaire
- Saint-Ismier
- Saint-Jean-le-Vieux
- Saint-Mury-Monteymond
- Saint-Nazaire-les-Eymes
- Saint-Pancrasse
- Sainte-Agnès
- La Terrasse
- Le Versoud
- Villard-Bonnot